# ЭЛ5-Энерго
ПАО «ЭЛ5-Энерго» — российская энергетическая компания, созданная в результате реформы РАО «ЕЭС России». Полное наименование — Публичное акционерное общество «ЭЛ5-Энерго». Компания зарегистрирована в Екатеринбурге, центральный офис находится в Москве. До 25 ноября 2022 года называлась — ПАО «Энел Россия».

## История
Компания ОАО «ОГК-5» была основана 27 октября 2004 года.
В октябре 2006 года компания осуществила IPO, в ходе которого разместила среди частных инвесторов дополнительно эмитированные 5,1 млрд акций на сумму $459 млн (это было первое публичное размещение акций среди компаний, созданных в процессе реформирования энергетической системы России). По словам Анатолия Чубайса, объявлявшего о результатах IPO, эта сумма больше чем «бюджетные инвестиции в энергетику за последние 10 лет». После этого РАО «ЕЭС России» владело 75,03 % акций ОГК-5 (до IPO его доля составляла 87,7 %).
В июне 2007 года Группа Enel приобрела 29,99 % акций компании, а впоследствии ещё 4,9 % акций на фондовом рынке. В октябре 2007 года Группа Enel увеличила долю участия в капитале компании до 37,15 %, а впоследствии увеличила свою долю в компании до 56,43 %. 7 июля 2009 года решением годового Общего собрания акционеров Общество переименовано в ОАО «Энел ОГК-5», а 8 августа 2014 года ИФНС России зарегистрировала новую версию устава компании с фирменным наименованием ОАО «Энел Россия». 25 июня 2015 года Инспекция Федеральной налоговой службы по Верх-Исетскому району Екатеринбурга зарегистрировала изменение в организационно-правовой форме компании, сменив наименование с Открытого акционерного общества «Энел Россия» на Публичное акционерное общество «Энел Россия». Новое сокращенное фирменное наименование Общества — ПАО «Энел Россия». Решение о смене организационно-правовой формы компании было принято на Годовом общем собрании акционеров 17 июня 2015 года. 
В марте 2022 года генеральный директор Enel Франческо Стараче объявил о решении Группы уйти с российского рынка и продать долю в ПАО «Энел Россия». 12 октября 2022 года итальянский энергоконцерн Enel закрыл сделку по продаже своей 56,43 % доли в «Энел России» компании «Лукойл» и фонду «Газпромбанк — Фрезия».
25 ноября 2022 года внеочередное Общее собрание акционеров приняло решение переименовать компанию в публичное акционерное общество «ЭЛ5-Энерго». Решение было принято после покупки доли «Энел Россия», принадлежавшей итальянской Enel, Лукойлом и фондом «Газпромбанк-Фрезия». 5 декабря ПАО «Лукойл» увеличило долю в ЭЛ5-Энерго с 26,94 % до 56,43 %. В дальнейшем эта доля изменилась до 56,44 %.

## Руководство
Председатель совета директоров:
- октябрь 2004 — 29 июля 2005 — Абызов, Михаил Анатольевич;
- 29 июля 2005 — 1 марта 2008 — Оруджев Эльдар Валерьевич;
- с 1 марта 2008 по 25 июля 2013 — Фаш, Доминик;
- c 25 июля 2013 — 23 апреля 2020 — Звегинцов, Стефан Морис[15][16];
- со 23 апреля 2020 года — Джорджио Каллегари[17];
- с 7 июня 2022 года — Александра Нестеренко[18]

Генеральный директор:
- 25 октября 2004 — 31 марта 2008 — Бушин Анатолий Владимирович;
- 31 марта — 1 мая 2008 — Назаров Валерий Евгеньевич;
- 1 мая 2008 — 31 июля 2010 — Копсов Анатолий Яковлевич;
- 1 августа 2010 — 13 марта 2015 — Энрико Виале;
- 13 марта 2015 — 25 мая 2020 — Карло Палашано Вилламанья[19];
- 2 июня 2020 (дата внесения записи в ЕГРЮЛ) — 1 мая 2022 — Стефан Звегинцов[20];
- с 1 мая 2022 — Жанна Седова[21];
- с 9 декабря 2022 — Алибек Тналин[22].

## Деятельность
Общая установленная мощность ПАО «ЭЛ5-Энерго» (ранее — ПАО «Энел Россия») по производству электроэнергии составляет 5 940,9 МВт, по выработке тепловой энергии — 1 927 Гкал*ч. Компания представлена в пяти регионах: Тверская область — Конаковская ГРЭС, Ставропольский край — Невинномысская ГРЭС, Свердловская область — Среднеуральская ГРЭС, Мурманская область — ветропарк Кольская ВЭС, Ростовская область — ветропарк Азовская ВЭС.
В июне 2017 года ЭЛ5-Энерго (на тот момент — «Энел Россия») выиграла федеральный тендер на строительство двух объектов ветрогенерации установленной мощностью 201 МВт и 90 МВт. 23 мая 2019 года состоялась торжественная церемония закладки первого камня ветропарка Азовская ВЭС в Ростовской области. С 1 мая 2021 года Азовская ВЭС получила право поставлять вырабатываемую электроэнергию и мощность на оптовый рынок электроэнергии и мощности России.
По итогам 2019 года компания ПАО «Энел Россия» вошла в рейтинг Forbes 50 крупнейших иностранных компаний в России, заняв 37 место с капитализацией в 73,5 млрд рублей.
Выручка компании за 2021 год по МСФО — 48,249 млрд руб., EBITDA — 7,854 млрд руб., чистая прибыль от обычных видов деятельности — 3,910 млрд руб.
В 2022 году компания заняла третье место в рейтинге лучших работодателей России по данным РБК.

## Электростанции компании

### Среднеуральская ГРЭС

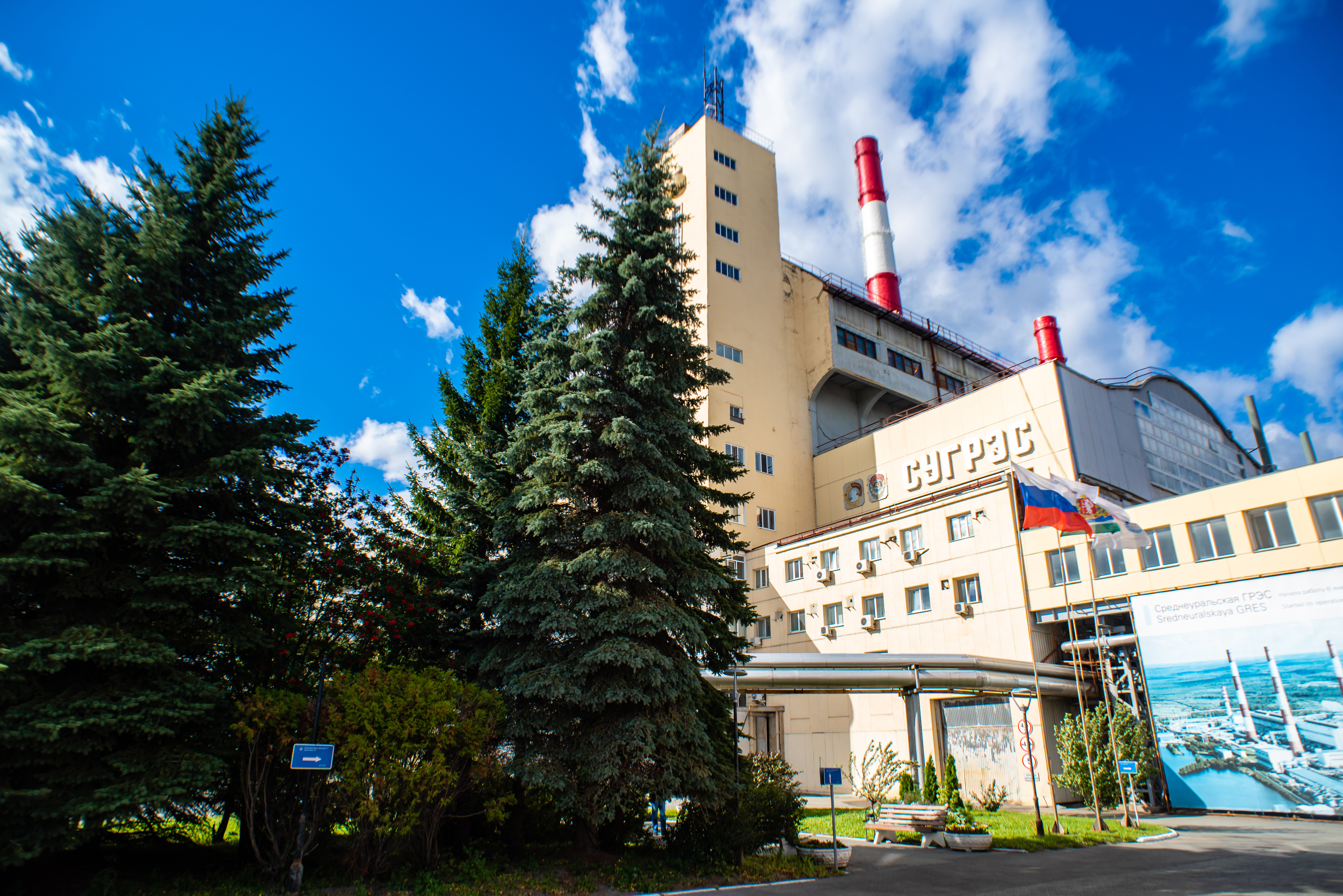
Среднеуральская ГРЭС

Среднеуральская ГРЭС — тепловая газовая электростанция с общей установленной электрической мощностью 1578,5 МВт. Установленная тепловая мощность станции — 1222 Гкал/ч. В качестве основного топлива на Среднеуральской ГРЭС используется природный газ.
6 января 1936 года был запущен первый турбогенератор, в 1937 году была запущена вторая турбина, а в 1939 году — введен в действие третий турбоагрегат. В 1950—1953 годах на СУГРЭС впервые в стране была осуществлена комплексная автоматизация тепловых процессов. В 1954 году был освоен новый вид топлива — экибастузский уголь. В 1960-х годах на СУГРЭС был введён в эксплуатацию мощный теплофикационный комплекс, обеспечивающий отпуск до 1150 Гкал/час теплоэнергии и 2000 тонн горячей воды в час для теплоснабжения и горячего водоснабжения городов Свердловска, Верхней Пышмы и Среднеуральска с общей численностью населения более одного миллиона человек.
В 1985 году на СУГРЭС был введен комплекс по подготовке воды для подпитки теплосети производительностью 6000 т/ч с подачей исходной воды по водоводу из Волчихинского водохранилища. Такие фильтровальные сооружения ранее в энергетике не применялись. В 1982 году первая очередь электростанции переведена с угля на природный газ, резервное топливо — мазут.
В 2008 году на СУГРЭС началось строительство парогазовой установки. 25 июля 2011 года был осуществлён пуск новой парогазовой установки мощностью 410 МВт (ПГУ-410). В июле 2011 года Компания осуществила пуски новых парогазовых установок мощностью 410 МВт (ПГУ-410) на Невинномысской и Среднеуральской ГРЭС. С вводом новых мощностей ЭЛ5-Энерго стала первой генерирующей компанией в России, исполнившей свою инвестиционную программу в части строительства новых мощностей.
Установленная мощность ПГУ Среднеуральской ГРЭС составляет 419 МВт.

### Невинномысская ГРЭС

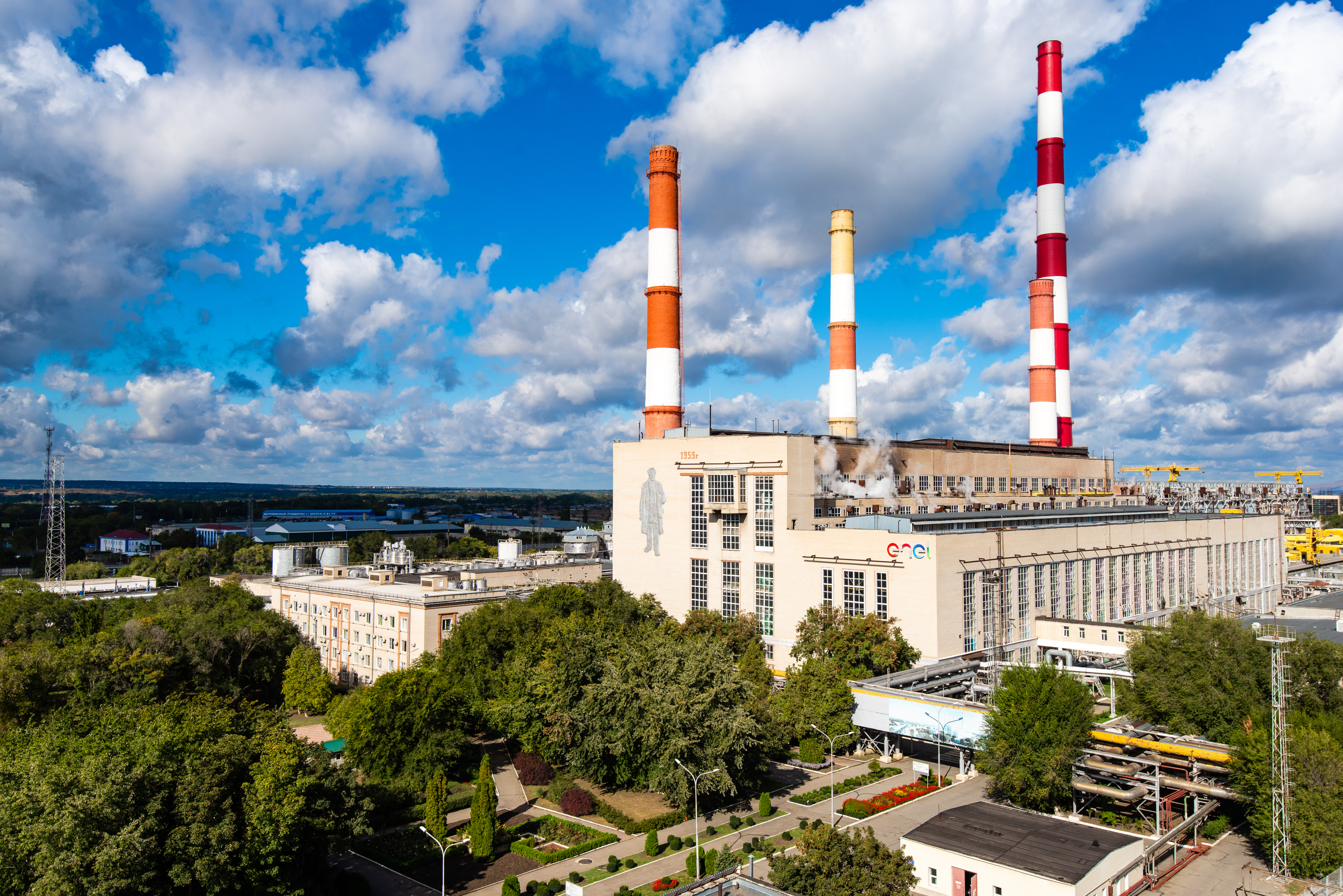
Невинномысская ГРЭС

Одна из крупнейших тепловых электростанций Северного Кавказа, расположенная в городе Невинномысске Ставропольского края. Установленная электрическая мощность ГРЭС — 1551,4 МВт, тепловая — 585 Гкал/ч. Электростанция предназначена для выдачи электрической мощности в объединённую энергосистему Северного Кавказа и снабжения промышленных потребителей и населения города горячей водой и паром. Невинномысская ГРЭС состоит из теплоэлектроцентрали (185 МВт, 585 Гкал/ч), конденсационных энергоблоков открытой компоновки (935 МВт) и парогазовой установки (410,2 МВт).
На электростанции установлено 12 турбин и 14 котлов. Техническое водоснабжение энергетического оборудования осуществляется от Большого Ставропольского канала и реки Кубань. Основное топливо — природный газ, резервное — мазут. Пуск первого турбоагрегата Невинномысской ГРЭС состоялся 25 июня 1960 года.
15 июля 2011 года была запущена новая парогазовая установка мощностью 410,2 МВт. ПГУ-410 на Невинномысской ГРЭС — это единственный проект подобного типа и масштаба, реализованный в регионе. Введение новой генерирующей мощности позволило обеспечить более надежное, бесперебойное энергоснабжение региона во время проведения XXII Зимних олимпийских игр и XI Паралимпийских игр в Сочи.

### Конаковская ГРЭС

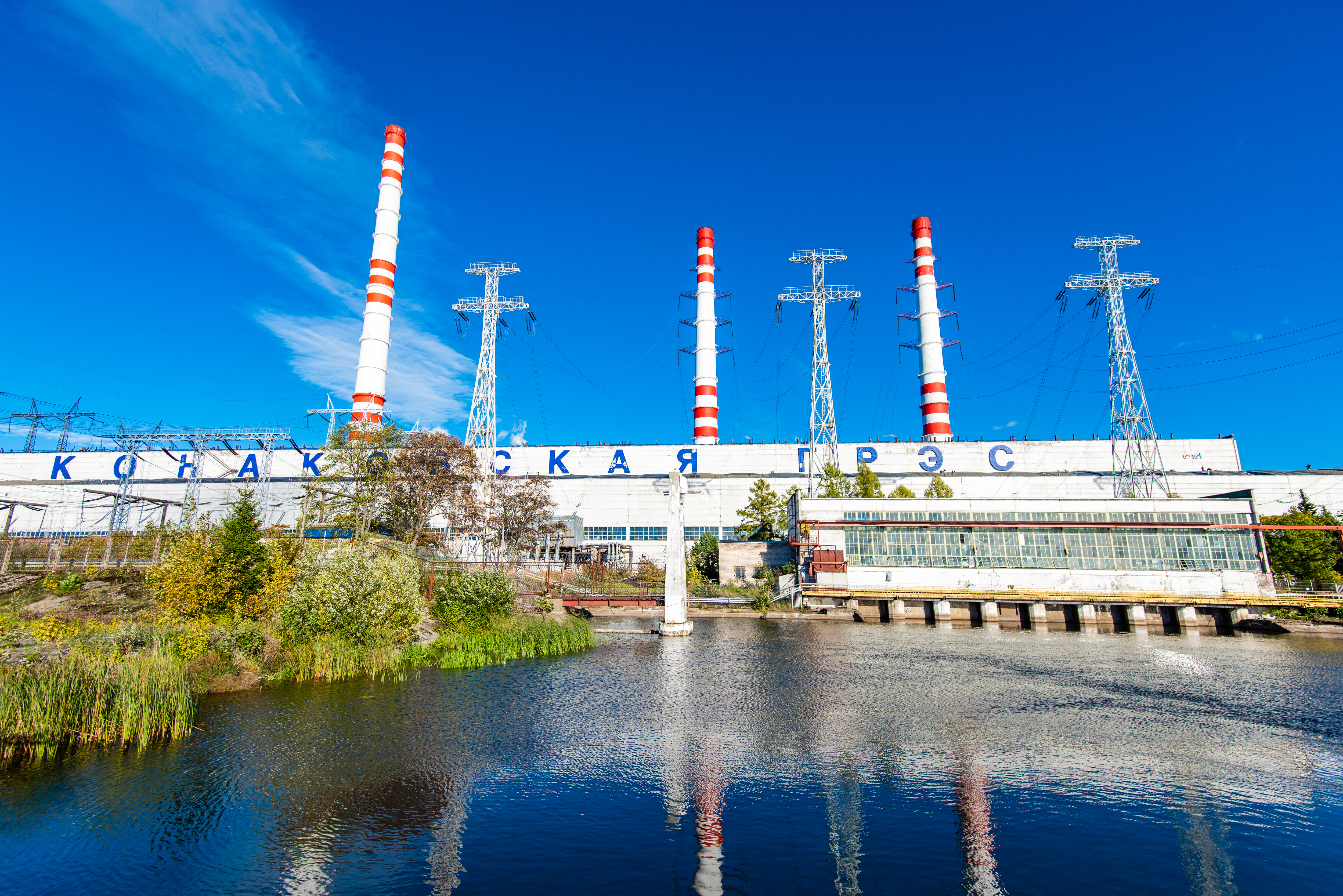
Конаковская ГРЭС

Конаковская ГРЭС расположена на берегу реки Волги (город Конаково Тверской области) и является одним из крупнейших поставщиков электроэнергии и тепла в регионе. Установленная электрическая мощность электростанции составляет 2520 МВт, тепловая мощность — 120 Гкал*час. В состав электростанции входят 8 энергоблоков мощностью от 300 до 325 МВт. Строительство Конаковской ГРЭС началось в 1962 году, а уже 10 января 1965 года был введен в эксплуатацию первый энергоблок. Именно эта дата считается днём образования КГРЭС. Электростанция возводилась в две очереди по 4 энергоблока с турбоагрегатами мощностью 300 Мвт каждый. Строительство Конаковской ГРЭС полностью завершилось в 1969 году. Основным топливом является природный газ, резервным — мазут.
В 2013, в год 48-летия с момента пуска первого энергоблока, Конаковская ГРЭС преодолела рубеж в 500 млрд киловатт часов электроэнергии.

## Ветропарки компании

### Азовская ВЭС

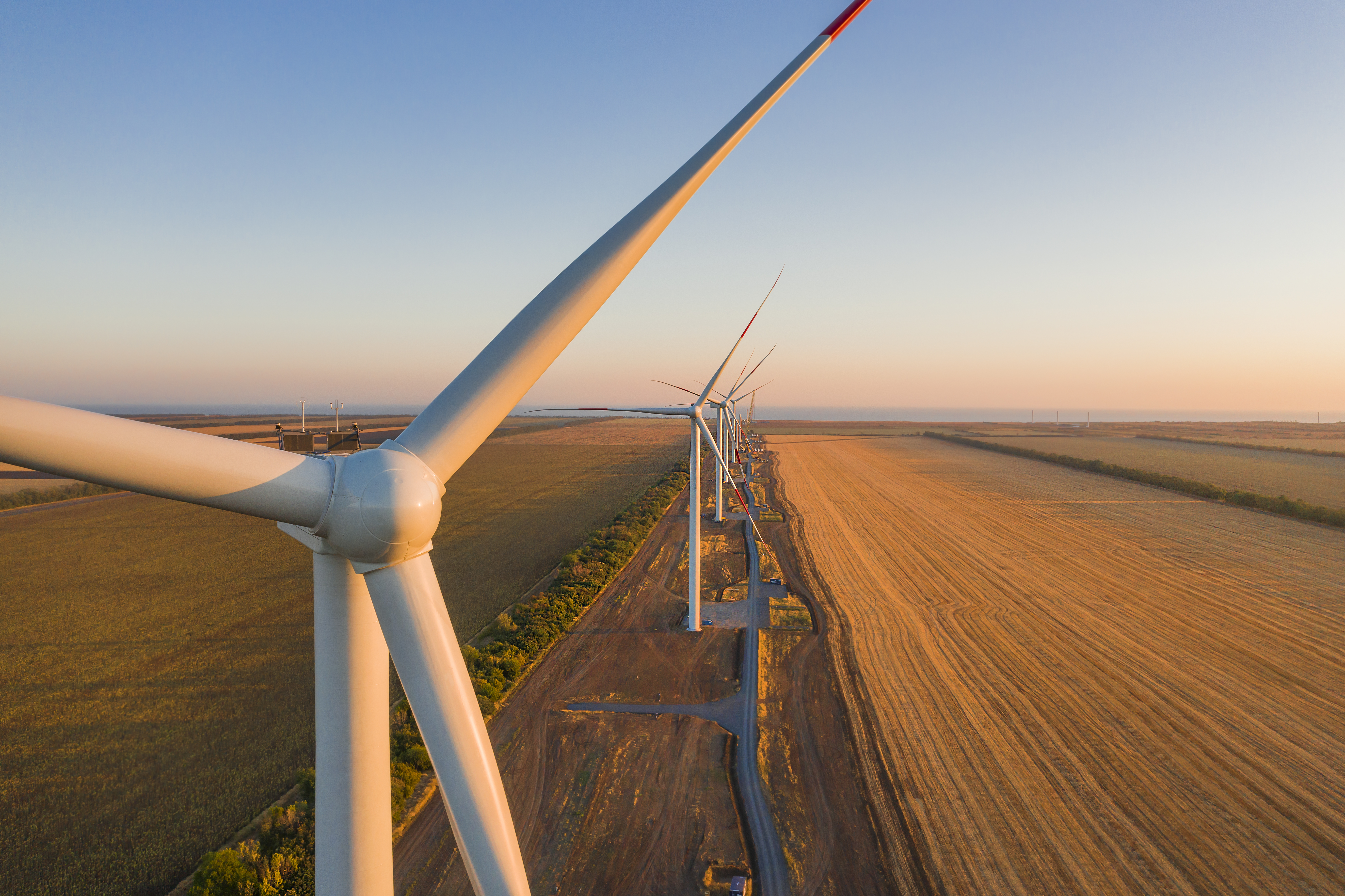
Азовская ВЭС

В июне 2017 года ЭЛ5-Энерго (на тот момент — «Энел Россия») выиграла конкурс министерства энергетики России на строительство 2-х объектов ветрогенерации установленной мощностью 201 МВт в Мурманской области и 90 МВт в Ростовском регионе в районе города Азов. 23 мая 2019 года состоялась закладка первого камня ветропарка Азовская ВЭС в Ростовской области. С 1 мая 2021 года ветропарк получил право поставлять вырабатываемую электроэнергию и мощность на оптовом рынке электроэнергии и мощности России. 25 июня 2021 года состоялась торжественная церемония открытия ветропарка. В церемонии приняли участие заместитель председателя правительства РФ Александр Новак, губернатор Ростовской области Василий Голубев, посол Италии в России Паскуале Терраччано, генеральный директор Энел Россия Стефан Звегинцов, а также представители региональной власти.
Азовская ВЭС состоит из 26 турбин общей мощностью 90 МВт, вырабатывает порядка 320 ГВтч в год, избегая ежегодного выброса в атмосферу около 260 000 тонн углекислого газа.

### Кольская ВЭС

Кольская ВЭС

19 сентября 2019 года ЭЛ5-Энерго (на тот момент — «Энел Россия») приступила к строительству в 80 км от Мурманска Кольской ВЭС мощностью 201 МВт — крупнейшего ветропарка за Полярным кругом в мире. 1 декабря 2022 года первая очередь Кольской ВЭС мощностью 170 МВт была введена в коммерческую эксплуатацию. С 1 марта 2023 года ветропарк вышел на 100 % установленной мощности. 12 мая 2023 года состоялась торжественная церемония запуска Кольской ВЭС, в которой приняли участие заместитель Председателя Правительства Российской Федерации Александр Новак, Губернатор Мурманской области Андрей Чибис и Главный исполнительный директор ПАО «Лукойл» Вадим Воробьёв.
Кольская ВЭС оснащена 57 турбинами и расположена на территории общей площадью 257 га. Плановая выработка ветропарка составляет порядка 750 млн кВт-ч в год, что позволит предотвратить выбросы до 600 тыс. тонн СО2-экв. ежегодно. На ВЭС используется преимущественно российское оборудование.